# Lopare Selo (Republika Serbska)
Lopare Selo (cyr. Лопаре Село) – wieś w Bośni i Hercegowinie, w Republice Serbskiej, w gminie Lopare. W 2013 roku liczyła 699 mieszkańców.